# Élection du président du parti Nouvelle Démocratie en 2015
 (août 2021).
Si vous disposez d'ouvrages ou d'articles de référence ou si vous connaissez des sites web de qualité traitant du thème abordé ici, merci de compléter l'article en donnant les références utiles à sa vérifiabilité et en les liant à la section « Notes et références ».
L'élection du président du parti Nouvelle Démocratie en 2015 a eu lieu le 20 décembre 2015 et le 10 janvier 2016 pour élire le nouveau président du parti Nouvelle Démocratie à la suite de la démission d'Antónis Samarás après les résultats du  référendum grec le 5 juillet 2015.

## Procédure
Initialement prévue le 30 août 2015, 57 députés de Nouvelle Démocratie ont demandé à Evángelos Meïmarákis de devenir le président intérimaire durant l'élection législative grecques de septembre jusqu'au printemps 2016, mais la défaite de Nouvelle Démocratie avancent l'élection d'un nouveau président.
Evángelos Meïmarákis, réuni le 24 septembre la commission centrale électorale et établissent le calendrier de l'élection : 
- 1er octobre : fin de la période d’inscriptions des candidats
- 4 octobre : fin de la période d'opposition
- 5 octobre : liste finale des candidats

## Report
L'élection est reporté après un problème technique, Evángelos Meïmarákis aurait sinon retiré sa candidature et Spyrídon-Ádonis Georgiádis a demandé la démission de tous les membres de la commission centrale électorale pour ce problème technique.
Kyriákos Mitsotákis et Apóstolos Tzitzikóstas ont demandé à Evángelos Meïmarákis de démissionner de la présidence intérimaire du parti. Le 24 novembre, Ioánnis Plakiotákis, le secrétaire du groupe parlementaire devient Vice-président du parti. Evángelos Meïmarákis démissionne et est remplacé par Ioánnis Plakiotákis.

## Candidats

### Inscrits
| Nom | Nom                        | Mandat(s)                                                                                    |
| --- | -------------------------- | -------------------------------------------------------------------------------------------- |
|     | Spyrídon-Ádonis Georgiádis | Ancien ministre de la Santé (2013-2014)                                                      |
|     | Evángelos Meïmarákis       | Ancien président du Parlement hellénique (2012-2015)                                         |
|     | Kyriákos Mitsotákis        | Ancien ministre de la Réforme administrative et de l'Administration électronique (2013-2015) |
|     | Apóstolos Tzitzikóstas     | Gouverneur de la région de Macédoine centrale (depuis 2013)                                  |

### Déclinés
| Nom | Nom                   | Mandat(s) |
| --- | --------------------- | --- |
|     | Dimítris Avramópoulos | Vice-président de Nouvelle Démocratie, commissaire européen pour les migrations, de l'Intérieur et de la citoyenneté, ancien ministre de la Défense nationale, ancien ministre des Affaires étrangères, ancien ministre de la sécurité sanitaire et social, ancien ministre du Tourisme, ancien maire d'Athènes |
|     | Dóra Bakoyánni        | Ancienne ministre des Affaires étrangères, ancienne maire d'Athènes, ancienne ministre de la Culture |
|     | Níkos Déndias         | Ancien ministre de la Défense nationale, ancien ministre du Développement et de la compétitivité, ancien ministre de l'Ordre public et de la Protection du Citoyen, ancien ministre de la Justice |
|     | Kóstas Karamanlís     | Ancien Premier ministre de Grèce, ancien président de Nouvelle Démocratie, ancien ministre de la Culture, ancien chef de l'opposition |
|     | Ólga Kefaloyánni      | Ancienne ministre du Tourisme |
|     | Vassílios Kikílias    | Ancien ministre de l'Ordre public et de la Protection du Citoyen |
|     | Mavroudís Vorídis     | Ancien ministre de la Santé, ancien ministre de l'Infrastructure, des Transports et Réseaux |

## Résultats
À l'issue du premier tour, Evángelos Meïmarákis est premier avec 39,8% des voix, suivi par Kyriákos Mitsotákis avec 28,5% des voix, puis par Apóstolos Tzitzikóstas avec 20,3% des voix et par Spyrídon-Ádonis Georgiádis avec 11,4% des voix.
| Candidat | Candidat                   | 1er tour, le 20 décembre 2015 | 1er tour, le 20 décembre 2015 | 2d tour, le 10 janvier 2016 | 2d tour, le 10 janvier 2016 |
| Candidat | Candidat                   | Voix                          | %                             | Voix                        | %                           |
| -------- | -------------------------- | ----------------------------- | ----------------------------- | --------------------------- | --------------------------- |
|          | Evángelos Meïmarákis       | 160 823                       | 39,80 %                       | 157 224                     | 47,57 %                     |
|          | Kyriákos Mitsotákis        | 115 162                       | 28,50 %                       | 173 297                     | 52,43 %                     |
|          | Apóstolos Tzitzikóstas     | 82 028                        | 20,30 %                       |                             |                             |
|          | Spyrídon-Ádonis Georgiádis | 46 065                        | 11,40 %                       |                             |                             |
| Total    | Total                      | 404 078                       | 100 %                         | 330 521                     | 100 %                       |